# Beilschmiedia zeylanica
Beilschmiedia zeylanica là một loài thực vật thuộc họ Lauraceae. Đây là loài đặc hữu của Sri Lanka.